# Zhaotong Airport
Zhaotong Airport är en flygplats i Kina. Den ligger i provinsen Yunnan, i den sydvästra delen av landet, omkring 270 kilometer nordost om provinshuvudstaden Kunming.
Runt Zhaotong Airport är det ganska tätbefolkat, med 179 invånare per kvadratkilometer. Närmaste större samhälle är Zhaotong, 3,9 km väster om Zhaotong Airport. Trakten runt Zhaotong Airport består till största delen av jordbruksmark.
Genomsnittlig årsnederbörd är 1 008 millimeter. Den regnigaste månaden är juli, med i genomsnitt 228 mm nederbörd, och den torraste är december, med 7 mm nederbörd.